# Río Jamboé
Der Río Jamboé ist ein 34 km langer rechter Nebenfluss des Río Zamora in der Provinz Zamora Chinchipe im Südosten von Ecuador.

## Flusslauf
Der Río Jamboé entspringt an der Ostflanke der Cordillera Real auf einer Höhe von etwa 3000 m. Der Río Jamboé fließt anfangs 10 km nach Nordosten und wendet sich auf seiner restlichen Fließstrecke nach Norden. Schließlich erreicht er etwa 2 Kilometer nordöstlich vom Stadtzentrum von Zamora den nach Nordosten strömenden Río Zamora. 2 Kilometer weiter westlich, getrennt durch einen Bergkamm, verläuft der Río Bombuscaro.
Der Río Jamboé entwässert ein 238 km² großes Areal in den östlichen Vorbergen der Cordillera Real im Südosten von Ecuador.